# Nominaldefinition
Eine Nominaldefinition ist in der Logik die sprachliche Erklärung eines Wortes, aber keine eigentliche Definition. Pendant ist die Realdefinition.

## Allgemeines
Nominaldefinitionen (lateinisch definitiones nominales) sind Wortdefinitionen, führen neue Begriffe ein und legen deren Bedeutung durch Erklärungen fest. In den Sozial-, Wirtschafts- und Geisteswissenschaften besitzen Nominaldefinitionen keinen allgemein gültigen und zeitlos geltenden Wahrheitsanspruch. Ihre Aufgabe ist, den wissenschaftlichen Sprachgebrauch festzulegen. Nominaldefinitionen sind Festlegungen eines Begriffsverständnisses durch den Autor, bei denen die Nähe zum allgemeinen Sprachgebrauch keine zwingende Voraussetzung ist. Sie sind deshalb nicht richtig oder falsch, sondern lediglich für eine Thematik geeignet oder nicht.

## Definitionstechnik
Bereits Aristoteles beschrieb Nominal- und Realdefinitionen im 4. Jahrhundert vor Christus. William von Ockham griff im Mittelalter (1324) diese Unterscheidung zwischen Nominal- und Realdefinitionen (lateinisch definitio quid nominis bzw. lateinisch definitio quid rei) auf, Christian Wolff folgte 1712.
Der zu definierende Begriff einer Definition ist das Definiendum, die Menge der definierenden Merkmale wird Definiens genannt. Bei der Nominaldefinition wird das Definiendum durch das Definiens ersetzt, wobei letzteres möglichst bereits selbst erklärt oder definiert sein soll. Definiendum und Definiens werden als Synonyme betrachtet. Die Intension eines nominal definierten Begriffes beschreibt die Menge der Eigenschaften, welche die Bedeutung des Begriffes konstituieren. Hingegen bezieht sich die Extension auf die Menge der Objekte, die unter die Definition fallen.
Es gelten folgende Adäquatheitsbedingungen:
- Eliminierbarkeit: Eine Nominaldefinition muss angeben, wie der neu eingeführte Ausdruck aus jedem Kontext, in dem er grammatikalisch auftauchen kann, eliminiert werden kann.
- Konservativität: Eine Nominaldefinition darf innerhalb einer Theorie nicht die Ableitung neuer Theoreme gestatten, die ohne die Nominaldefinition aus der Theorie nicht hätten abgeleitet werden können.

Nominaldefinitionen enthalten keine empirischen Informationen und erleichtern so z. B. Diskussionen im Fachjargon. Sie können folglich auch nicht wahr oder falsch sein, sondern erweisen sich in der konkreten Verwendung als brauchbar/zweckmäßig bzw. als unbrauchbar/unzweckmäßig. Sie sind normativ.

## Beispiele
Eine Nominaldefinition kommt zustande, indem bereits bekannten Worten ein neues, bisher unbekanntes Wort gleichgesetzt wird (auch tautologische Definition genannt). So ist der Schimmel die Nominaldefinition für „weißes Pferd“. Das Wort „Schimmel“ ist willkürlich gewählt; es hätte auch „Kubbel“ heißen können. Auch die Aussage „Unter 'AWT' wird im nachfolgenden Text 'Arbeitswerttheorie' verstanden“ ist eine Nominaldefinition, die häufig in Verträgen vorkommt.
Eine mögliche Nominaldefinition des Fans als „enthusiastisch und exzessiv ihrer Leidenschaft nachgehende Person“ zeigt, dass diese Erklärung nur einem bestimmten Untersuchungszweck dient.
Nominaldefintionen erfassen auch nicht existierende Dinge. So ist etwa die eierlegende Wollmilchsau ein Tier, das „Eier legen, Wolle tragen, Milch produzieren und dessen Fleisch der Ernährung des Menschen dienen kann“. Das Einhorn ist ein „Tier in Pferde- oder Ziegengestalt mit einem Horn in der Stirnmitte“.

## Sonstiges
Die Nominaldefinition ist mit der Akzidentaldefinition (lateinisch definitio accidentalis) verwandt.